# Eerste Duits-Nederlandse Legerkorps

Embleem van het Eerste Duits-Nederlandse Legerkorps

Het Eerste Duits-Nederlandse Legerkorps (1(GE/NL)Corps) is een NAVO defensie-eenheid, bestaande uit Duitse en Nederlandse landmachteenheden. Het hoofdkwartier is gevestigd in de Duitse stad Münster.

## Geschiedenis
Vanwege bezuinigingen op defensie-uitgaven in Nederland en Duitsland, waardoor Nederland het 1e Legerkorps niet op sterkte kon houden en Duitsland geen volledig derde legerkorps op de been kon brengen, besloten beide landen een gezamenlijk Duits-Nederlands legerkorps op te richten, 1(GE/NL)Corps. Tot de opheffing van het 1ste Legerkorps en samenwerking met het Duitse leger werd besloten in de prioriteitennota van minister Ter Beek in 1993. 30 augustus 1995 was de officiële oprichting.

## De staf
De staf van het hoofdkwartier bestaat uit ruim 400 militairen en burgers. De meeste functies zijn gelijk verdeeld tussen Duitsland en Nederland. Zo'n 70 functies zijn gereserveerd voor militairen van andere NAVO- en EU lidstaten. Militairen uit België, Denemarken, Duitsland, Griekenland, Italië, Nederland, Noorwegen, Spanje, Turkije, het Verenigd Koninkrijk en de VS maken ook deel uit van de Münsterse staf. De samenwerking in één gebouw, en meestal zelfs binnen één kantoor, leidt tot internationale integratie.

## Eenheden
Het Legerkorps is een High Readiness Force-Land (HRF(L) van de NAVO en maakt deel uit van de NATO Response Force (NRF), de snelle (5-30 dagen) reactiemogelijkheid van de NAVO. Met vijf andere hoofdkwartieren van HRF(L) in Europa, rouleert het hoofdkwartier in Münster als Land Component Command (LCC) voor de NRF.

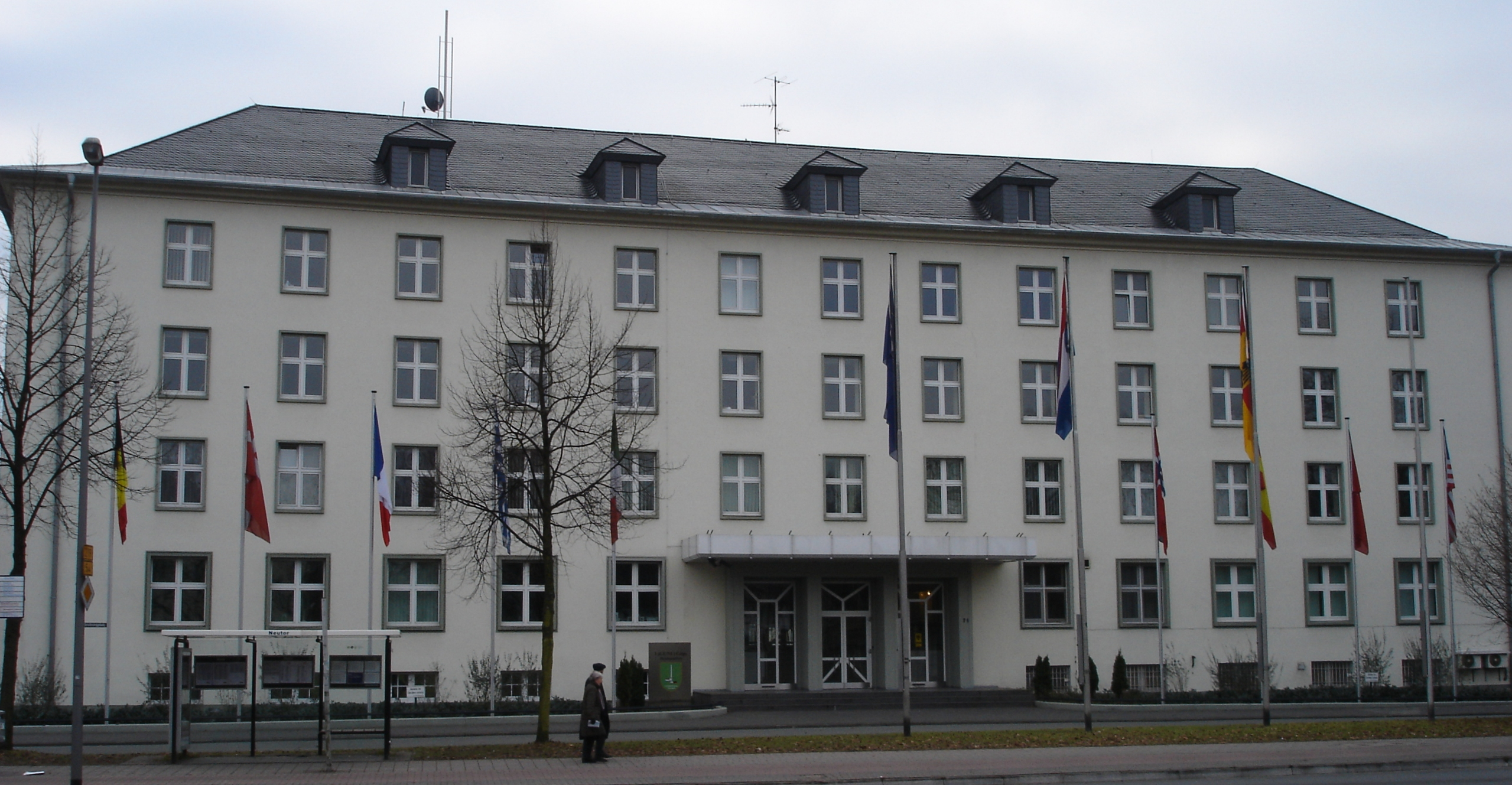
Hoofdkwartier van het Eerste Duits-Nederlandse Legerkorps in Münster

Het hoofdkwartier heeft de beschikking over twee bataljons die ondersteuning leveren. Het ene is het Staff Support Battalion dat evenals het hoofdkwartier zelf in Münster is gelegerd. De dagelijkse ondersteuning van het hoofdkwartier van het HRF(L) is in handen van de 279 soldaten van dit bataljon. Het opbouwen en bewaken van het snel verplaatsbare Joint Operations Centre (het hoofdkwartier te velde) en het bereiden van de maaltijden voor het personeel zijn enkele van de taken. 
Het andere bataljon is het Communication & Information Systems Battalion (CISBn) uit Eibergen en Garderen (1 CIScoy en 2 CIScoy). Dit bataljon installeert en bedient mobiele telecommunicatie- en informatiesystemen. Deze zijn nodig voor de commandovoering en het besluitvormingsproces tijdens het uitvoeren van operaties. Het personeel van 1 CIScoy is bi-nationaal (Nederlands en Duits) samengesteld, het personeel van 2 CIScoy is volledig Nederlands.

## Korpsofficieren
Het commando wordt bij toerbeurt voor een periode van twee tot drie jaar vervuld door een luitenant-generaal van Duitse of Nederlandse nationaliteit. Samenhangend met het aantreden van een commandant wisselt ook de nationaliteit van een aantal sleutelposities binnen het hoofdkwartier. De plaatsvervangend commandant en de Chef Staf zijn hier voorbeelden van.
Korpscommandanten
- 30 augustus 1995 - 27 november 1997 Luitenant-generaal der Cavalerie Ruurd Reitsma (NL)
- 27 november 1997 - 22 maart 2000 Luitenant-generaal Karsten Oltmanns (DE)
- 22 maart 2000 - 4 juli 2002 Luitenant-generaal der Genie Marcel Urlings (NL)
- 4 juli 2002 - 1 juli 2005 Luitenant-generaal Norbert van Heyst (DE)
- 1 juli 2005 - 2 juli 2008 Luitenant-generaal der Cavalerie Tony van Diepenbrugge (NL)
- 2 juli 2008 - 21 januari 2010 Luitenant-generaal Volker Wieker (DE)
- 21 januari 2010 - 13 april 2010 Generaal-majoor der Cavalerie jhr. Harm de Jonge (Waarnemend) (NL)
- 13 april 2010 - 26 september 2013 Luitenant-generaal der Artillerie Ton van Loon (NL)
- 26 september 2013 - 7 april 2016 Luitenant-generaal Volker Halbauer (DE)
- 7 april 2016 - 9 mei 2019 Luitenant-generaal der Cavalerie Michiel van der Laan (NL)
- 9 mei 2019 - 6 februari 2020 Luitenant-generaal Alfons Mais (DE)
- 6 februari 2020 - 17 maart 2022 Luitenant-generaal Andreas Marlow (DE)
- 17 maart 2022 - 27 maart 2025 Luitenant-generaal der Cavalerie Nico Tak (NL)
- 27 maart 2025 - heden Luitenant-generaal Peter Mirow (DE)